# Хомоплазија
Хомоплазија представља присуство одређеног карактера код организама, а да није постојао код њиховог заједничког претка.
Упоредити са терминима:
- хомологија
- конвергентна еволуција